# Зојло Салдомбиде
Зојло Лукас Салдомбиде (26. октобар 1903  (18. март 1905 према другим изворима) — 4. децембар 1981) био је уругвајски фудбалер. Био је део тима који је освојио први светски куп 1930. године за Уругвај, али није одиграо ниједан меч на турниру. Био је клупски играч Монтевидео Вандерерса и Насионала.